# 가오리방쯔
가오리방쯔(고려봉자, 중국어 정체자: 高麗棒子, 병음: Gāolí bàngzi)는 중화인민공화국이 한국인을 비하하여 부르는 비칭이다.

## 역사

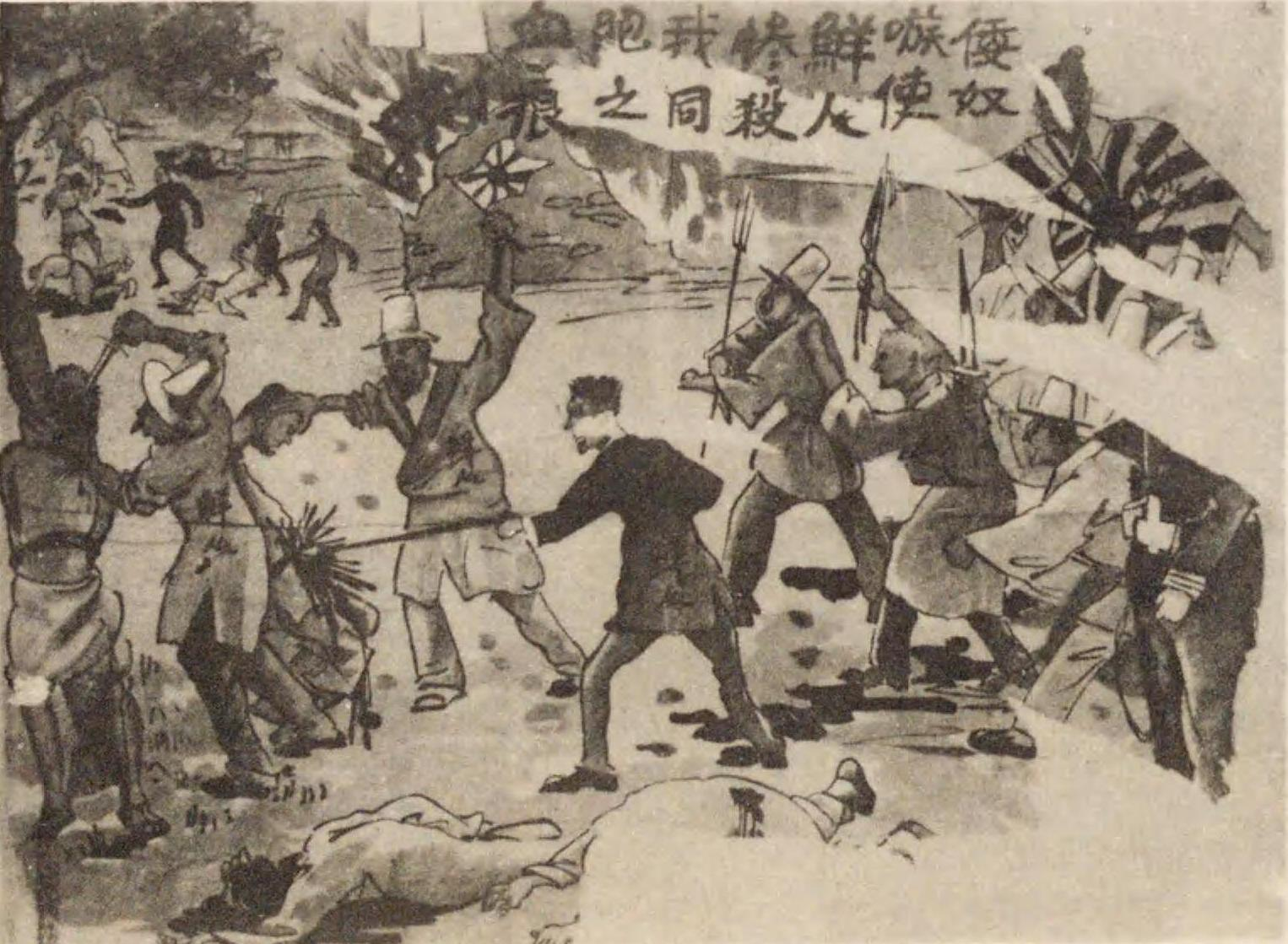
중국 포스터 왜노가 선인을 참살시킨 우리 동포의 핏자국 (倭奴嗾使鮮人惨殺我同胞之血痕) 1931년 7월

일제강점기 때 중국 대륙을 침략한 일본 제국의 앞잡이 구실을 했던 몽둥이를 든 조선인들을 부른데서 유래되었다고 보기도 하며, 본디는 조선 시대에 널리 입었던 저고리 등 조선식 복장을 이르는 말이었다고 하는 주장도 있다.
하지만 가오리방쯔라는 단어는 명나라 시대에 이미 등장하였으며, 학자 황보기(黄普基)의 주장에 의하면, 방쯔라는 단어가 조선의 노비 들에게 흔히 쓰이던 "방자"에서 유래되었다고 하며, 조선사절단의 대부분을 차지하던 관노들이 사절단 관리들 몰래 민가에 피해를 끼치는 일이 많았는데 조선 사절단이 중국에 올 때마다 민가의 피해가 끊이지 않자 여기에 반감을 가진 중국인들이 당시 조선 관비들의 흔한 이름인 "방자"를 중국식으로 고쳐서 방쯔라고 불르면서 가오리방쯔라는 말이 시작되었다고 주장한다.
또 한편으론 가오리방쯔라는 말이 몽둥이든 고구려인 이라는 설도 있다

## 같이 보기
- 중국의 반한 정서